# Хёгнорск
Хёгнорск (хёгношк, норв. Høgnorsk норвежское произношение: [ˈhø̂ːɡnɔʂk] — «высокий норвежский») — термин для разновидностей новонорвежского языка (нюнорска), которые представляют собой ранние версии ландсмола, отвергая изменения, внесённые в него в последующие времена и превратившие его в современный нюнорск. Хёгнорск, как правило, принимает первоначальные реформы в отношении ландсмола, которые, среди прочего, удалили некоторые непроизносимые буквы этимологического происхождения, сохранив при этом большую часть грамматики ландсмола нетронутой. Основой для направления «высокий норвежский язык» является желание сохранить новонорвежский письменный язык как независимый язык, свободный от сильного влияния букмола, который имеет сегодняшний новонорвежский язык.
Профессору Торлейву Ханнаасу часто приписывают введение термина «Хёгнорск» в статье 1922 года. Он использовал его аналогично верхненемецкому (Hochdeutsch), указывая, что Ивар Осен, создатель нюнорской орфографии, особенно ценил диалекты горных районов средней и западной Норвегии, в отличие от диалектов низменностей восточной Норвегии, которые Ханнаас назвал флатнорском (плоский норвежский, как «Plattdeutsch»). Созданный Иваром Осеном, хёгнорск использовался классическими новонорвежскими авторами, такими как Осмунн Улафсон Винье, Арне Гарборг, Улаф Нюгард и Улаф Хауге.
Движение сторонников хёгнорска выросло из оппозиции официальной политике самнорска, направленной на нивелирование различий между нюнорском и другой основной разновидностью норвежского языка — букмолом. Реформы с этой целью были проведены в 1938 и 1959 годах. Первоначально эти реформы встречали значительное сопротивление, но в итоге стандарт получил широкое признание. В настоящее время хёгнорска поддерживается Союзом Ивара Осена и активистами, стоящими за журналом Målmannen, но имеет относительно мало активных пользователей. Официального статуса не имеет.